# Kapela Korenička
Kapela Korenička falu Horvátországban Lika-Zengg megyében. Közigazgatásilag Plitvička Jezerához tartozik.

## Fekvése
Otocsántól légvonalban 35 km-re, közúton 50 km-re keletre, községközpontjától Korenicától 8 km-re északnyugatra, az 1-es számú főúttól nyugatra fekszik.

## Története
A szerb lakosságú falu lakóinak ősei a 17. században a török által megszállt területről vándoroltak be ide. 1890-ben 196, 1910-ben 194 lakosa volt. A trianoni békeszerződés előtt Lika-Korbava vármegye Korenicai járásához tartozott. Ezt követően előbb a Szerb-Horvát-Szlovén Királyság, majd Jugoszlávia része lett. 1991-ben a független Horvátország része lett, de szerb lakossága még az évben Krajinai Szerb Köztársasághoz csatlakozott. A horvát hadsereg 1995. augusztus 6-án a Vihar hadművelet keretében foglalta vissza a község területét. Szerb lakossága nagyrészt elmenekült. A falunak 2011-ben 13 lakosa volt.

## Lakosság
| Lakosság változása | Lakosság változása | Lakosság változása | Lakosság változása | Lakosság változása | Lakosság változása | Lakosság változása | Lakosság változása | Lakosság változása | Lakosság változása | Lakosság változása | Lakosság változása | Lakosság változása | Lakosság változása | Lakosság változása | Lakosság változása |
| ------------------ | ------------------ | ------------------ | ------------------ | ------------------ | ------------------ | ------------------ | ------------------ | ------------------ | ------------------ | ------------------ | ------------------ | ------------------ | ------------------ | ------------------ | ------------------ |
| 1857               | 1869               | 1880               | 1890               | 1900               | 1910               | 1921               | 1931               | 1948               | 1953               | 1961               | 1971               | 1981               | 1991               | 2001               | 2011               |
| 0                  | 0                  | 0                  | 196                | 305                | 194                | 209                | 149                | 100                | 96                 | 93                 | 77                 | 44                 | 24                 | 5                  | 13                 |

(1900-ig Vratnik néven. 1880-ig lakosságát Prijebojhoz számították.)